# ستيف جونز (عداء مراثوني)
ستيف جونز (بالإنجليزية: Steve Jones) هو عداء مراثوني بريطاني، ولد في 4 أغسطس 1955 في Tredegar ‏ في المملكة المتحدة.

## وصلات خارجية
- ستيف جونز على موقع الاتحاد الدولي لألعاب القوى (الإنجليزية)
- ستيف جونز على موقع أوليمبيديا (الإنجليزية)
- ستيف جونز على موقع اتحاد ألعاب الكومنولث (مؤرشف) (الإنجليزية)